# کیم جونگ هون
کیم جونگ هون (نام کره ای: 김종훈 Hanja: 金 宗 壎، متولد ۵ مه ۱۹۵۲) مدیر وزارت امور خارجه و تجارت (کره جنوبی) است. او نقش اصلی را در توافقنامه تجارت آزاد کره جنوبی و ایالات متحده ایفا کرده‌است.

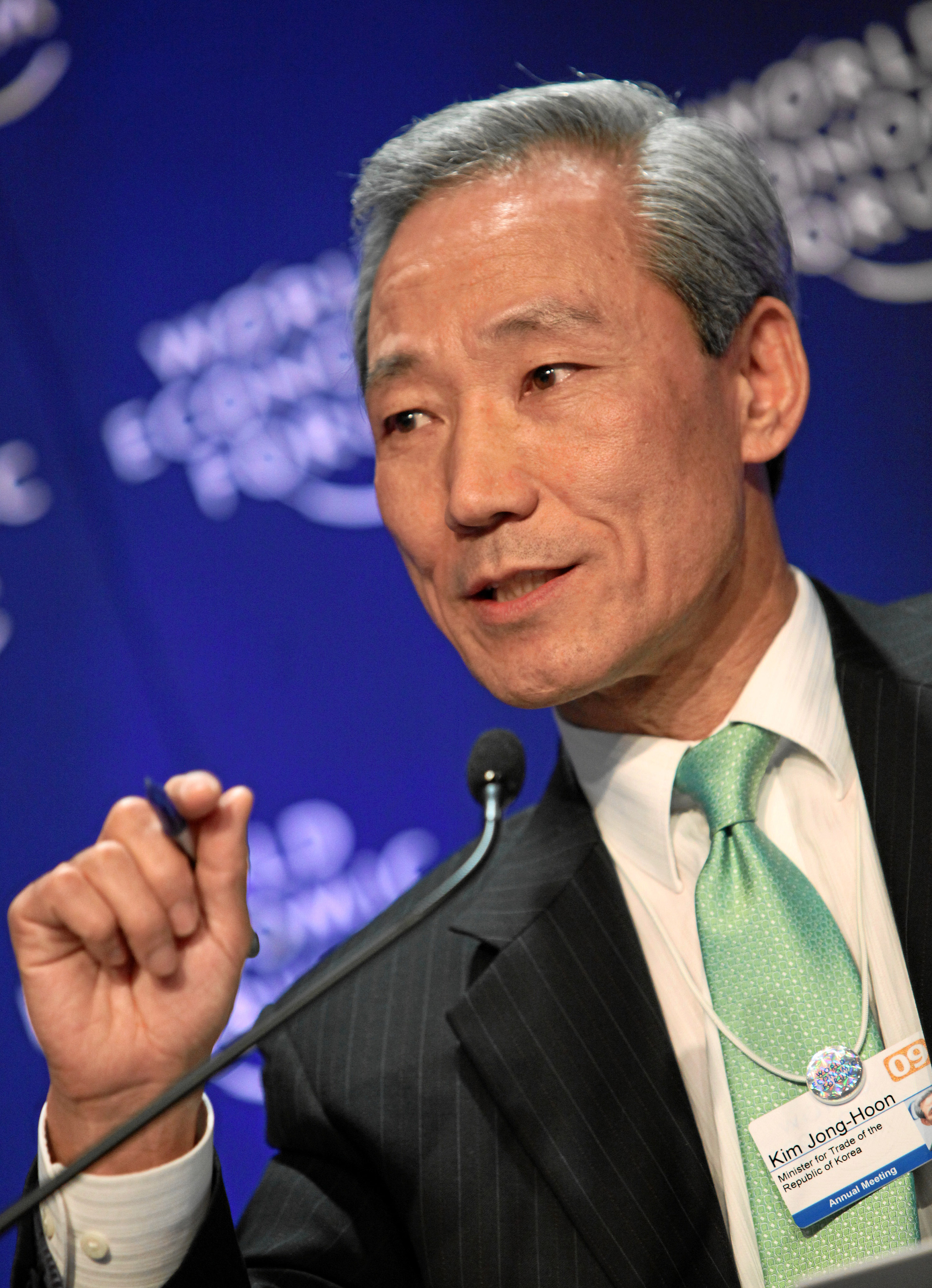
کیم جونگ هون در نشست سالانه مجمع اقتصادی جهانی در داووس در سال ۲۰۰۹